# Oospila rosipara
Oospila rosipara är en fjärilsart som beskrevs av W. Warren 1897. Oospila rosipara ingår i släktet Oospila och familjen mätare. Inga underarter finns listade i Catalogue of Life.